# Pseudallescheria angusta
Pseudallescheria angusta är en svampart som först beskrevs av Malloch & Cain, och fick sitt nu gällande namn av McGinnis, A.A. Padhye & Ajello 1982. Pseudallescheria angusta ingår i släktet Pseudallescheria och familjen Microascaceae.   Inga underarter finns listade i Catalogue of Life.